# Мар'я-Леена Міккола
Ма́р'я-Лее́на Мі́ккола (фін. Marja-Leena Mikkola, уроджена Пірінен / Pirinen, від 1963 року Салмі / Salmi; *18 березня 1939, Сало, Фінляндія) — фінська письменниця, поетеса і перекладачка, громадська діячка.

## З життєпису
Народилась у 1939 році в місті Сало.
У 1963 році отримала ступінь бакалавра філософії.
Працювала, серед іншого, в бібліотеці Гельсінського університету.
Бере активну участь у суспільно-політичному та культурному житті країни, зокрема була заступницею Голови Спілки письменників Фінляндії, членкинею правління літературного об'єднання «Кійла».
Творчий шлях письменниці розпочала збіркою оповідань «Жінки» (Naisia, 1962). 
Міккола стала одним з найвідоміших ліворадикальних літераторів рубежу 1960-1970-х років і однією з найвидатніших діячок войовничого культурного руху. Членкиня Комуністичної партії Фінляндії.
У 2001 році Мікколі призначили державну митецьку пенсію.

## З доробку
Мар'я-Леена Міккола пише як поетичні, так і прозові твори. 
Її поезії притаманна політична лірика. Проза Мікколи має характер репортажу, в ній багато чого від публіцистики. Зркрема, вона написала документальний репортаж про жінок, зайнятих у бавовняній промисловості «Важка бавовна» (Raskas puuvilla, 1971). Документальна повість Мікколи «Загублене дитинство» (Menetetty lapsuus) — це історія 17 росіян, яким довелося провести своє дитинство чи юність у концентраційних таборах для населення російського походження, які утримувались окупаційною адміністрацією Східної Карелії Фінляндії у період 1941-44 років.
У своїх книгах Міккола вирішує гострі соціально-суспільні проблеми — увага письменниці часто фокусується на жінках, їх положенні у фінському соціумі. У книгах для дітей авторка відстоює гуманізм і справедливість.
Наприкінці 1960-х років письменниця написала чимало текстів і пісень для кабаре. Найвідоміші кабаре, написані нею цілком або частково: Orvokki, Laulu tuhannesta yksiöstä і Sirkus Eurooppa. 
Міккола написала також сценарії до фільмів Мікко Нісканена Käpy selän alla (1966) і Lapualaismorsian (1967), є авторкою діалогів для дебютного фільму Еркко Kivikoski Kesällä kello 5 (1963). 
Як перекладачка відома перекладами фінською російської (вірші Анни Ахматової, Осипа Мандельштама, Бориса Пастернака) та англомовної (вірші Сільвії Плат, Ділана Томаса та Вільяма Шекспіра) поезії, а також італійської прози. 
Бібліографія
- Naisia. Helsinki: Otava. 1962.
- Tyttö kuin kitara. Helsinki: Otava. 1964.
- Makean leivän päivät. Helsinki: Otava. 1965.
- Etsikko. Helsinki: Otava. 1967.
- Liisa ja Veikko ihmemaassa. Helsinki: Otava. 1969.
- Raskas puuvilla: Raportti puuvillatehtaan naistyöntekijöistä. Helsinki: Otava. 1971.
- Lääkärin rouva. Helsinki: Otava. 1972. ISSN 951-1-00204-X ISBN 951-1-00204-X. {{cite book}}: Перевірте значення |issn= (довідка)
- Amalia, karhu: Satu lapsille ja aikuisille. Helsinki: Otava. 1975. ISSN 951-1-02140-0 ISBN 951-1-02140-0. {{cite book}}: Перевірте значення |issn= (довідка)
- Anni Manninen. Helsinki: Otava. 1977. ISSN 951-1-04606-3 ISBN 951-1-04606-3. {{cite book}}: Перевірте значення |issn= (довідка)
- Suistomaalla: Kaksi novellia. Helsinki: Otava. 1977. ISSN 951-1-04623-3 ISBN 951-1-04623-3. {{cite book}}: Перевірте значення |issn= (довідка)
- Lumijoutsen. Helsinki: Otava. 1978. ISSN 951-1-04929-1 ISBN 951-1-04929-1. {{cite book}}: Перевірте значення |issn= (довідка)
- Lauluja. Helsinki: Otava. 1979. ISSN 951-1-05467-8 ISBN 951-1-05467-8. {{cite book}}: Перевірте значення |issn= (довідка)
- Venäläiset naiset: Valikoima novelleja. Helsinki: Otava. 1979. ISSN 951-1-05251-9 ISBN 951-1-05251-9. {{cite book}}: Перевірте значення |issn= (довідка)
- Maailman virrassa. Helsinki: Otava. 1981. ISSN 951-1-06368-5 ISBN 951-1-06368-5. {{cite book}}: Перевірте значення |issn= (довідка)
- Kultakissa. Helsinki: Otava. 1983. ISSN 951-1-07647-7 ISBN 951-1-07647-7. {{cite book}}: Перевірте значення |issn= (довідка)
- Jälkeen kello kymmenen. Helsinki: Otava. 1984. ISSN 951-1-08046-6 ISBN 951-1-08046-6. {{cite book}}: Перевірте значення |issn= (довідка)
- Heltymys. Helsinki: Otava. 1986. ISSN 951-1-09233-2 ISBN 951-1-09233-2. {{cite book}}: Перевірте значення |issn= (довідка)
- Kristallijärvi. Petroskoi: Karjala. 1986.
- Ketun luona kuussa. Helsinki: Otava. 1987. ISSN 951-1-09308-8 ISBN 951-1-09308-8. {{cite book}}: Перевірте значення |issn= (довідка)
- Ovi toiseen maailmaan. Helsinki: Otava. 1989. ISSN 951-1-10584-1 ISBN 951-1-10584-1. {{cite book}}: Перевірте значення |issn= (довідка)
- Malinka Kuuntytär. Helsinki: Otava. 1990. ISSN 951-1-10651-1 ISBN 951-1-10651-1. {{cite book}}: Перевірте значення |issn= (довідка)
- Omaisten kesken. Helsinki: Tammi. 1995. ISSN 951-31-0654-3 ISBN 951-31-0654-3. {{cite book}}: Перевірте значення |issn= (довідка)
- Mykkä tytär. Helsinki: Tammi. 2001. ISSN 951-31-2195-X ISBN 951-31-2195-X. {{cite book}}: Перевірте значення |issn= (довідка)
- Menetetty lapsuus: Suomalaismiehittäjien vankeudessa 1941–44. Helsinki: Tammi. 2004. ISSN 951-31-2881-4 ISBN 951-31-2881-4. {{cite book}}: Перевірте значення |issn= (довідка)
- Mitä sanottavaa minulla on pahasta 70-luvusta?. 1970-luku suomalaisessa kirjallisuudessa. Helsinki: Avain. 2011. ISSN 978-951-692-791-9 ISBN 978-951-692-791-9. {{cite book}}: Перевірте значення |issn= (довідка)
- Helmenkantaja. Helsinki: Otava. 2014. ISSN 978-951-1-28182-5 ISBN 978-951-1-28182-5. {{cite book}}: Перевірте значення |issn= (довідка)
- Raskasta ja keveää: Lauluja aikuisille ja lapsille 1965–2015. Partuuna 2017. ISBN 978-952-68533-5-2

## Нагороди
Мар'я-Леена Міккола удостоєна багатьох професійних нагород і відзнак:
- Премії Калеві Янті та Й. Х. Ерко 1963 року за дебютну збірку «Жінки» (Naisia).
- статуетка Юссі 1966 за сценарієй до фільму Käpy selän alla .
- Премія Ейно Лейно 1967.
- Державна премія за кращий нон-фікшн, за документальну повість-репортаж Важка бавовна Raskas puuvilla 1972.
- Державна літературна премія 1973 за збірку оповідань Lääkärin rouva.
- Державна премія в галузі дитячої літератури 1978 року за повість для дітей Anni Manninen і 1985 року за повість для дітей Jälkeen kello kymmenen.
- Премія дитячих письменників 1988 року за казку Ketun luona kuussa.
- Фінляндська премія 1999.
- Почесна відзнака Російської Федерації 2008 за переклад російської поезії на фінською.
- Премія Спілки письменників Фінляндії 2016[8]
- Медаль Pro Finlandia 2017[9]